# Claude Mattio
Claude Mattio, né le 1er février 1936 à Marseille, est un coureur cycliste français, professionnel de 1960 à 1967.

## Palmarès
- 1958
  - Grand Prix cycliste de Mende
  - 3e de la Course de côte du mont Faron (contre-la-montre)
  - 3e de Monaco-Mont Agel
- 1959
  - Nice-Mont Agel
  - Course de côte du mont Coudon
  - 2e du Grand Prix de Cannes
  - 3e du Tour du Roussillon
- 1960
  - Grand Prix d'Aix-en-Provence
  - 3e du Grand Prix de Cannes
- 1961
  - 2e de la course de côte du mont Coudon
  - 2e de la course de côte du mont Faron
- 1962
  - Tour de Haute-Loire
- 1964
  - 2e de la course de côte du mont Faron
  - 3e de la course de côte du mont Faron (contre-la-montre)
- 1966
  - 3e de la Poly Lyonnaise

## Résultats sur les grands tours

### Tour de France
4 participations
- 1961 : 22e
- 1962 : abandon (19e étape)
- 1963 : 52e
- 1964 : 27e

### Tour d'Espagne
2 participations 
- 1960 : abandon (8e étape)
- 1965 : abandon (17e étape)